# Gold Coast-i repülőtér
A Gold Coast-i repülőtér (IATA: OOL, ICAO: YBCG) Ausztrália egyik nemzetközi repülőtere, amely Gold Coast közelében található. Éves utasforgalma 5 708 687 fő (2022).

## Futópályák
A repülőtér futópályái:
- 14/32 (2492 m, 45 m, aszfalt)
- 17/35 (582 m, 18 m, aszfalt)

## Forgalom
Az utasforgalom az elmúlt években az alábbi módon változott:
| Utasok száma | 714 140 | 780 234 | 1 619 307 | 1 891 623 | 1 833 632 | 3 616 799 | 5 516 620 | 5 828 824 | 6 486 382 | 5 708 687 |
|              | 1985    | 1989    | 1993      | 1997      | 2001      | 2006      | 2010      | 2014      | 2018      | 2022      |

## Légitársaságok és úticélok

### Személy
2025-ben a Gold Coast-i repülőtérről az alábbi járatok indulnak (Utoljára frissítve: 2025-02-22):
| Légitársaság         | Célállomások |
| -------------------- | --- |
| Air New Zealand      | Auckland, Christchurch |
| Eastern Air Services | Lord Howe Island, Port Macquarie |
| FlyPelican           | Newcastle (kezdődik 2025 március 24-től) |
| Hong Kong Airlines   | Szezonális: Hong Kong |
| Jetstar              | Adelaide, Auckland, Avalon, Cairns, Canberra, Christchurch, Dunedin (kezdődik 2025 június 24-től), Hamilton (kezdődik 2025 június 18-tól), Hobart, Melbourne, Newcastle, Perth, Queenstown, Sydney, Wellington Szezonális: Darwin (kezdődik 2025 június 26-tól) |
| Qantas               | Melbourne, Sydney |
| QantasLink           | Szezonális: Adelaide |
| Seair Pacific        | Hervey Bay, Lady Elliot Island, Redcliffe |
| Virgin Australia     | Adelaide, Canberra, Denpasar, Melbourne, Sydney |

### Cargo
| Légitársaság   | Célállomások |
| -------------- | ------------ |
| Qantas Freight | Sydney       |